# Romet Ambasador

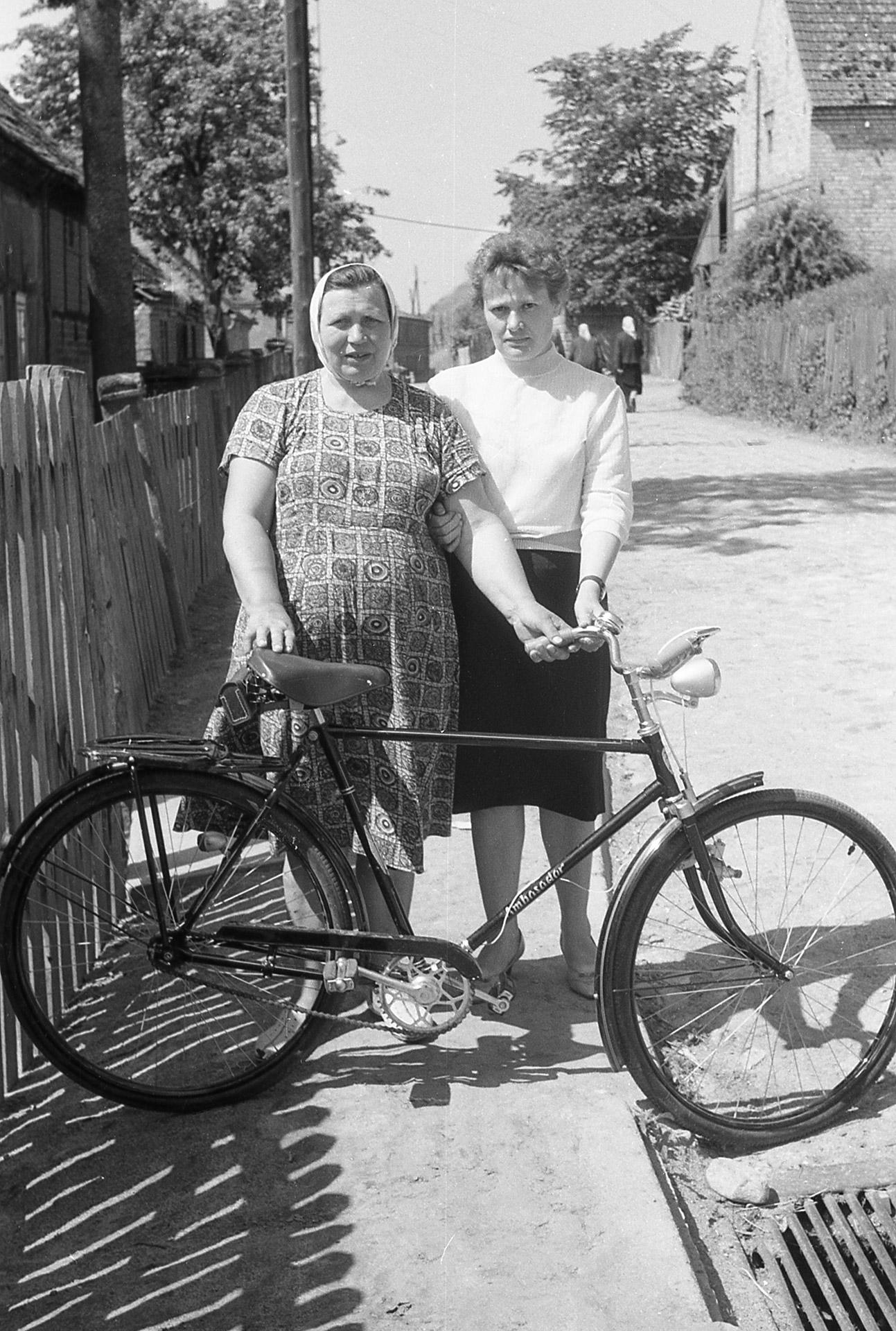
Kobiety wiejskie z rowerem Ambasador (1967)

Romet Ambasador – polski rower męski produkowany przez zakłady ZZR, później Romet, od lat 50. do 80. XX wieku.
Romet Ambasador przeszedł wiele zmian, ale w zasadzie jego modele można sklasyfikować trzema seriami:
- pierwsza: blaszane błotniki, hamulec przedni naciskowy, lampa z zakładów HCP, torpedo sygnowane ZZR,
- druga: blaszane błotniki, brak przedniego hamulca, lampa przednia kwadratowa (z roweru Wigry 3), torpedo sygnowane ZZR,
- trzecia: błotniki aluminiowe, brak lampy, torpedo sygnowane Romet.

Rower ten był często używany przeważnie na wsi, konkurując z Ukrainą.